# 음계
음악 이론에서 음계(音階, Scale)는 일반적으로 음높이 또는 기본 주파수의 순서대로, "하나의 음표와 그 옥타브 사이의 진행을 이루는 연속적인 음표들의 연속"이다.
"스케일(scale)"이라는 단어는 문자 그대로 "사다리"를 의미하는 라틴어 scala에서 유래한다. 따라서 모든 음계는 "단계적인 패턴" 또는 음정이 서로 어떻게 상호 작용하는지에 따라 구별된다.
특히 공통 관습 시대의 맥락에서, 악곡의 대부분 또는 전체 선율과 화음은 단일 음계의 음들을 사용하여 구성되며, 이는 표준 조표가 있는 오선보에 편리하게 표현될 수 있다.
옥타브 등가 원리에 따라, 음계는 일반적으로 하나의 옥타브를 가로지르는 여러 음으로 간주되며 더 높거나 낮은 옥타브는 단순히 같은 패턴을 음높이만 다른 채로 반복한다. 음계는 옥타브 공간을 특정 수의 음도로 나누는 것을 나타낸다. 여기서 음도는 음계의 연속적인 두 음표 사이의 인식 가능한 거리(또는 음정)이다. 그러나 어떤 음계 내에서 음도가 같을 필요는 없으며, 특히 미분음 음악에서 입증되었듯이 주어진 음정 내에 삽입할 수 있는 음표 수에는 제한이 없다.
각 음도의 폭을 측정하여 음계를 분류할 수 있다. 예를 들어, 반음계에서는 각 음도가 반음 음정을 나타내지만, 장음계는 W-W-H-W-W-W-H의 음정 패턴으로 정의된다. 여기서 W는 온음 (두 반음에 걸쳐 있는 음정, 예: C에서 D까지)을 의미하고, H는 반음 (예: C에서 D♭까지)을 의미한다. 음정 패턴에 따라 음계는 오음음계, 온음계, 반음계, 장음계, 단음계 등으로 분류된다.
특정 음계는 그 특성적인 음정 패턴과 첫 번째 음도 (또는 으뜸음)로 알려진 특별한 음표로 정의된다. 음계의 으뜸음은 옥타브의 시작점으로 선택된 음표이며, 따라서 채택된 음정 패턴의 시작점이다. 일반적으로 음계의 이름은 으뜸음과 음정 패턴을 모두 지정한다. 예를 들어, 다장조는 C 으뜸음을 가진 장음계를 나타낸다.

## 배경

### 음계, 음도 및 음정

반음계에 있는 온음계

음계는 일반적으로 낮은 음높이에서 높은 음높이 순서로 나열된다. 대부분의 음계는 한 옥타브가 똑같이 반복이된다. 즉, 음표 패턴이 모든 옥타브에서 동일하다 (볼렌-피어스 음계가 그 예외 중 하나이다). 옥타브 반복 음계는 음높이의 단계의 증가(또는 감소) 순서로 정렬된 원형 배열로 나타낼 수 있다. 예를 들어, 증가하는 다장조 음계는 C–D–E–F–G–A–B–[C]이며, 괄호는 마지막 음표가 첫 번째 음표보다 한 옥타브 높다는 것을 나타낸다. 반대로 감소하는 다장조 음계는 C–B–A–G–F–E–D–[C]이며, 괄호는 음계의 첫 번째 음표보다 한 옥타브 낮다는 것을 나타낸다.
음계의 연속적인 두 음표 사이의 거리를 음도라고 한다.
음계의 음표는 음계의 첫 번째 음도에서부터 단계별로 번호가 매겨진다. 예를 들어, 다장조 음계에서는 첫 번째 음표가 C, 두 번째가 D, 세 번째가 E 등이다. 두 음표는 서로에 대한 관계로도 번호를 매길 수 있다. C와 E는 3도 음정(이 경우 장3도)을 만들고, D와 F도 3도 음정(이 경우 단3도)을 만든다.

### 음높이
하나의 음계는 여러 다른 음높이 수준에서 나타날 수 있다. 예를 들어, 다장조 음계는 C4(가운데 C; 과학적 음높이 표기법 참조)에서 시작하여 C5까지 한 옥타브 상승하거나, C6에서 시작하여 C7까지 한 옥타브 상승할 수 있다.

### 음계의 종류
음계는 포함하는 다양한 음도의 수에 따라 다음과 같이 나눌 수 있다.
- 반음계, 또는 12음계 (옥타브당 12음)
- 구음음계 (옥타브당 9음): 칠음 블루스 음계의 반음계 변형
- 팔음음계 (옥타브당 8음): 재즈와 현대 고전 음악에서 사용됨
- 칠음 음계 (옥타브당 7음): 가장 흔한 현대 서양 음계
- 육음 음계 (옥타브당 6음): 서양 포크 음악에서 흔함
- 오음음계 (옥타브당 5음): 반음이 없는 형태는 포크 음악, 특히 아시아 음악에서 흔함. "검은 건반" 음계라고도 함
- 사음음계 (4음), 삼음음계 (3음), 이음음계 (2음). 일반적으로 선사 음악 ("원시") 음악에 한정됨

또한 양분계와 비양분계(Anhemitonic) 또는 불완전함을 가진 음계 등 여러 구성 음정으로 설명될 수 있다. 많은 음악 이론가는 음계의 구성 음정이 그 음색 또는 조성 특성의 인지적 인식에 큰 역할을 한다는 데 동의한다.
"음계를 구성하는 음표의 수와 음계의 연속적인 음표 사이의 음정의 질은 한 문화권 음악의 특이한 음질을 부여하는 데 도움이 된다." "음높이 거리 또는 음계의 음표들 사이의 음정은 단순히 음표의 수보다 음악의 소리에 대해 더 많은 것을 알려준다."
또한 음계는 회문, 카이랄성, 메시앙의 제한된 전위의 선법처럼 회전 대칭을 가지는 등 다른 종류의 대칭으로도 설명할 수 있다.

### 화성적 내용
음계의 음표는 조합에서 화음의 다른 각 음표와 음정을 형성한다. 5음 음계는 이러한 화성적 음정 중 10개를 가지며, 6음 음계는 15개, 7음 음계는 21개, 8음 음계는 28개를 가진다. 음계는 화음이 아니며, 한 번에 하나 이상의 음표를 들을 수 없을 수도 있지만, 특정 조 음정의 부재, 존재 및 배치는 음계의 소리, 음계 내에서 선율의 자연스러운 움직임, 그리고 음계에서 자연적으로 파생되는 화음 선택에 큰 영향을 미친다.
셋온음을 포함하는 음계는 셋온음계(tritonic)라고 불리지만 (옥타브당 세 음만을 가진 어떤 음계에도 사용되며, 셋온음을 포함하는지 여부와는 관계없이), 셋온음이 없는 음계는 무셋온음계(atritonic)이다. 반음을 포함하는 음계 또는 화음은 헤미토닉이라고 불리며, 반음이 없는 음계는 무반음 음계이다.

### 작곡에서의 음계
음계는 공연 또는 악곡에서 추상화될 수 있다. 또한 종종 선행 작곡적으로 작곡을 안내하거나 제한하는 데 사용된다. 음계에 대한 명시적인 지시는 수세기 동안 작곡 훈련의 일부였다. 클로드 드뷔시의 기쁨의 섬과 같이 하나 이상의 음계가 작곡에 사용될 수 있다. 오른쪽에 있는 첫 번째 음계는 온음 음계이고, 두 번째와 세 번째 음계는 온음계이다. 이 세 가지 음계는 모두 드뷔시 곡의 시작 부분에 사용된다.

## 서양 음악
서양 고전 음악에서 음계는 일반적으로 7개의 음으로 구성되며 옥타브에서 반복된다. 일반적으로 사용되는 음계(아래 참조)의 음표는 온음과 반음의 온음과 반음 음정으로 분리된다. 화성 단음계는 3개의 반음 단계를 포함한다. 무반음 오음계는 그러한 단계 두 개를 포함하며 반음은 없다.
서양 중세 음악과 르네상스 음악 시대(1100-1600)의 서양 음악은 흰 건반 온음계 C-D-E-F-G-A-B를 사용하는 경향이 있다. 변화표는 드물고 다소 비체계적으로 사용되며, 종종 셋온음을 피하기 위해 사용된다.
공통 관습 시대(1600~1900년)의 음악은 세 가지 유형의 음계를 사용한다.
- 온음계 (7음) - 여기에는 장음계와 자연 단음계가 포함된다.
- 선율 및 화성 단음계 (7음)

이 음계는 모든 전위에서 사용된다. 이 시대의 음악은 한 음계에서 다른 음계로 체계적인 변화를 수반하는 전조를 도입한다. 전조는 비교적 관습적인 방식으로 발생한다. 예를 들어, 장조 곡은 일반적으로 "으뜸음" 온음계로 시작하여 위로 5도 위인 "딸림음" 음계로 전조한다.
19세기(어느 정도)에는 더욱, 20세기에는 추가적인 유형의 음계가 탐구되었다.
- 반음계 (12음)
- 온음 음계 (6음)
- 오음음계 (5음)
- 팔음음계 또는 감화음 음계 (8음)

그 외에도 다양한 음계가 존재하며, 그 중 더 흔한 것들은 다음과 같다.
- 프리지아 도미넌트 음계 (화성 단음계의 선법)
- 아랍 음계
- 헝가리 단음계
- 비잔틴 음악 음계 (에코이(echoi)라고 불림)
- 페르시아 음계

오음계와 같은 음계는 온음계에 비해 공백이 있는 것으로 간주될 수 있다. 보조 음계는 기본 또는 원래 음계가 아닌 음계이다. 전조 (음악) 및 보조 감화음 음계 문서도 참고하라.

## 음표 이름
많은 음악에서 음계의 특정 음표는 음계의 중심적이고 가장 안정적인 음표인 으뜸음을 기준으로 선택된다. 서양 조성 음악에서, 간단한 노래나 곡은 일반적으로 으뜸음으로 시작하고 끝난다. 특정 으뜸음의 선택과 관련하여, 음계의 음표는 으뜸음보다 몇 음계 단계 높은지를 기록하는 숫자로 종종 레이블이 지정된다. 예를 들어, 다장조 음계의 음표 (C, D, E, F, G, A, B)는 {1, 2, 3, 4, 5, 6, 7}로 레이블이 지정될 수 있으며, 이는 C를 으뜸음으로 선택한 것을 반영한다. 음도라는 표현은 이러한 숫자 레이블을 의미한다. 이러한 레이블링은 "첫 번째" 음표의 선택을 요구한다. 따라서 음도 레이블은 음계 자체에 내재된 것이 아니라 그 선법에 내재된 것이다. 예를 들어, A를 으뜸음으로 선택하면, C장조 음계의 음표를 A=1, B=2, C=3 등으로 붙일 수 있다. 그렇게 하면 우리는 A 단음계라는 새로운 음계를 생성한다. 음표가 다른 나라에서 관습적으로 어떻게 이름 붙여지는지에 대해서는 음표 문서를 참조하라.
칠음음계(7음 음계)의 음계 음정은 으뜸음, 위으뜸음, 가온음, 버금딸림음, 딸림음, 버금가온음, 제 7음이라는 용어를 사용하여 명명할 수도 있다. 만약 제 7음이 으뜸음과 반음 떨어져 있다면, 일반적으로 이끔음이라고 불린다. 그렇지 않으면 이끔음은 올라간 제 7음을 의미한다. 또한 일반적으로 사용되는 것은 (이동 도법) 계명창 명명 규칙으로, 각 음계 음정은 음절로 표시된다. 장음계에서 계명창 음절은 도, 레, 미, 파, 솔, 라, 시, 도이다.
음계의 음표를 명명할 때, 각 음계 음정에 고유한 문자 이름을 할당하는 것이 관례이다. 예를 들어, 가장조 음계는 A–B–C♯–D–E–F♯–G♯로 쓰는 것이 관례이며, A–B–D♭–D–E–E–G♯로는 쓰지 않는다. 그러나 적어도 영어 명명 체계에서는 7개 이상의 음표를 포함하는 음계에서는 이것이 불가능하다.
또한 음계는 반음계의 12음표 각각을 나타내기 위해 12개의 0 또는 1로 구성된 이진 시스템을 사용하여 식별될 수도 있다. 가장 일반적인 이진 번호 매기기 체계는 낮은 음높이에 더 낮은 숫자 값을 할당한다 (낮은 음높이에 높은 숫자 값을 할당하는 것과 반대로). 따라서 음높이 계급 집합의 단일 음높이 계급 n은 2^n으로 표현된다. 이는 12-TET에서 모든 음높이 계급 집합의 전체 거듭제곱 집합을 0에서 4095까지의 숫자로 매핑한다. 이진 숫자는 오른쪽에서 왼쪽으로 오름차순 음높이로 읽히며, 일부 사람들은 피아노 건반에서처럼 왼쪽에서 오른쪽으로 낮음에서 높음으로 읽는 데 익숙하기 때문에 혼란스러워한다. 이 체계에서 장음계는 101010110101 = 2741이다. 이 이진 표현은 논리 이진 연산자를 사용하여 음정 벡터 및 공통음을 쉽게 계산할 수 있게 한다. 또한 모든 음계는 고유한 번호를 가지므로 모든 가능한 음조 조합에 대한 완벽한 인덱스를 제공한다.
음계는 으뜸음으로부터의 반음으로도 나타낼 수 있다. 예를 들어 0 2 4 5 7 9 11은 다장조 음계(C–D–E–F–G–A–B)와 같은 모든 장음계를 나타내며, 여기서 첫 번째 음도는 명백히 으뜸음으로부터 0반음(따라서 으뜸음과 일치한다), 두 번째 음도는 으뜸음으로부터 2반음, 세 번째 음도는 으뜸음으로부터 4반음 등이다. 다시 말하지만, 이는 음표가 12음 평균율로 조율된 반음계에서 추출된다는 것을 의미한다. 기타와 베이스 기타와 같은 일부 프레티드 현악기에서는 음계가 태블러처로 표기될 수 있는데, 이는 각 음계 음도가 연주되는 프렛 번호와 현을 나타내는 방식이다.

## 조옮김과 전조
작곡가는 음악적 패턴의 모든 음표를 일정한 수의 음계 단계만큼 이동시켜 음악 패턴을 변형한다. 따라서 다장조 음계에서 C-D-E 패턴은 한 음계 단계 위로 이동하거나 조옮김되어 D-E-F가 될 수 있다. 이 과정은 "음계 전위" 또는 "새로운 조로 전조"라고 불리며, 종종 순차진행과 패턴에서 찾을 수 있다. (반음계 조옮김에서는 D-E-F♯이다.) 음계의 단계는 크기가 다양할 수 있으므로, 이 과정은 음악에 미묘한 선율 및 화성 변이를 가져온다. 서양 조성 음악에서 가장 간단하고 흔한 유형의 전조(또는 조바꿈)는 한 장조에서 첫 번째 조의 5도(또는 딸림음) 음계 음도에 구축된 다른 조로 이동하는 것이다. 다장조에서는 사장조(F♯를 사용)로 이동하는 것을 가리킨다. 작곡가는 종종 다른 관련 조로도 전조한다. 일부 낭만 음악 시대의 작품과 현대 음악에서는 작곡가들이 으뜸음과 관련이 없거나 가깝지 않은 "원격 조"로 전조한다. 원격 전조의 예로는 다장조로 시작하는 곡을 올림 바장조로 전조(조바꿈)하는 것이다.

## 재즈와 블루스
블루 노트의 도입을 통해 재즈와 블루스는 반음보다 작은 음계 음정을 사용한다. 블루 노트는 기술적으로 장조도 단조도 아닌 "중간"에 있는 음정으로, 특징적인 맛을 준다. 일반 피아노는 블루 노트를 연주할 수 없지만, 일렉 기타, 색소폰, 트롬본, 트럼펫으로는 연주자가 음표를 약간 날카롭게 또는 플랫하게 "벤딩"하여 블루 노트를 만들 수 있다. 예를 들어, E조에서는 블루 노트가 G와 G♯ 사이의 음표이거나 둘 사이를 오가는 음표가 된다.
블루스에서는 오음음계가 자주 사용된다. 재즈에서는 많은 다른 선법과 음계가 사용되며, 종종 같은 곡 내에서도 사용된다. 반음계는 특히 현대 재즈에서 흔하다.

## 비서양 음계

### 평균율
서양 음악에서 음계 음표는 종종 평균율 온음 또는 반음으로 분리되어 옥타브당 12개의 음정을 생성한다. 각 음정은 두 음을 분리한다. 더 높은 음은 더 낮은 음의 주파수보다 고정된 비율(2의 12제곱근, 또는 약 1.059463)만큼 더 높은 진동 주파수를 가진다. 음계는 일반적으로 이 12개 중 7개를 음계 단계로 사용하는 하위 집합을 사용한다.

### 기타
다른 많은 음악 전통은 다른 음정을 포함하는 음계를 사용한다. 이러한 음계는 배음렬의 파생 내에서 유래한다. 음정은 배음 배음렬의 보완 값이다. 전 세계의 많은 음악 음계는 이 체계를 기반으로 하지만, 인도네시아와 인도차이나 반도의 대부분의 음계는 지배적인 금속 악기와 실로폰 악기의 비화성 공명을 기반으로 한다.

### 음계 내 음정
일부 음계는 다른 수의 음높이를 사용한다. 동양 음악에서 흔한 음계는 옥타브를 걸쳐 5개의 음표로 구성된 오음음계이다. 예를 들어, 중국 문화에서는 오음음계가 주로 민요에 사용되며, C, D, E, G, A로 구성되며 일반적으로 궁(gong), 상(shang), 각(jue), 치(chi), 우(yu)로 알려져 있다.
일부 음계는 옥타브의 일부를 포함한다. 이러한 여러 짧은 음계는 일반적으로 전체 옥타브 이상을 포함하는 음계를 형성하기 위해 결합되며, 보통 자체적으로 세 번째 이름으로 불린다. 터키 및 중동 음악에는 수백 개의 전체 옥타브를 아우르는 음계를 형성하기 위해 결합되는 약 12개의 기본 짧은 음계가 있다. 이들 음계 중 히자즈 음계는 14개 음정(옥타브에 53개가 있는 중동 유형)에 걸쳐 있는 하나의 음계 단계를 가지며, 대략 3개의 반음(옥타브에 12개가 있는 서양 유형)과 유사하다. 반면, 이 중동 음계 중 다른 하나인 사바 음계는 14개 코마 내에 3개의 연속적인 음계 단계를 가지며, 즉 중간 음정의 양쪽에 대략 한 서양 반음만큼 떨어져 있다.
가믈란 음악은 펠로그 음계와 슬렌드로를 포함한 다양한 음계를 사용하며, 이들은 평균율 음정이나 화성 음정을 포함하지 않는다. 인도 고전 음악은 이동 가능한 7음 음계를 사용한다. 인도 라가는 종종 반음보다 작은 음정을 사용한다. 튀르키예 음악 튀르키예 마캄과 아랍 음악 아랍 마캄은 사분음 음정을 사용할 수 있다. 라가와 마캄 모두에서, 음표와 동일한 음표의 변곡(예: 슈루티) 사이의 거리는 반음보다 작을 수 있다.

## 같이 보기
- 음계와 선법 목록
- 멜로디 패턴
- 음고 순환성
- 셰퍼드 음

## 더 읽어보기
- Barbieri, Patrizio (2008). 《Enharmonic Instruments and Music, 1470–1900》. Latina, Italy: Il Levante Libreria Editrice. ISBN 978-88-95203-14-0.
- Yamaguchi, Masaya (2006). 《The Complete Thesaurus of Musical Scales》 revis판. New York: Masaya Music Services. ISBN 978-0-9676353-0-9.